# Jessica Walker
Jessica Layshone Walker (ur. 8 września 1989 w Houston) – amerykańska siatkarka, grająca na pozycji środkowej. Od sezonu 2017/2018 zawodniczka Enea PTPS-u Piła.

## Sukcesy klubowe
Mistrzostwo Indonezji:
- 2017

## Nagrody indywidualne
- 2017: Najlepsza atakująca indonezyjskiej Proligi w sezonie 2016/2017